# Rodrigo Garza
Rodrigo Garza Barbero (nacido el 3 de diciembre de 1979 en Madrid, Comunidad de Madrid) es un exjugador de hockey sobre hierba español. Su logro más significativo fue una medalla de plata en los juegos olímpicos de Pekín 2008. Además consiguió un bronce mundialista, tres medallas en europeos, cuatro en Champions Trophy y una en Champions Challenge

## Participaciones en Juegos Olímpicos
- Sídney 2000, noveno puesto.
- Atenas 2004, cuarto puesto.
- Pekín 2008, medalla de plata

## Premios, reconocimientos y distinciones
- Medalla de Plata de la Real Orden del Mérito Deportivo, otorgada por el Consejo Superior de Deportes (2009)
- Medalla de Oro de la Real Orden del Mérito Deportivo, otorgada por el Consejo Superior de Deportes (2011)